# Bryan Chepulich
Bryan Alberto Chepulich Astorga (Valparaíso, Región de Valparaíso, Chile, 1 de julio de 1995) es un futbolista chileno. Juega de defensa.

## Trayectoria
Desde pequeño se sumó a las divisiones inferiores de Santiago Wanderers donde lograría dar el salto al primer equipo en la Copa Chile 2012/13 para asumir el partido de vuelta frente a Santiago Morning donde no llegaría a debutar, luego volvería a ser citado frente a Unión La Calera pero nuevamente no saldría de la banca.

## Clubes
| Club               | País  | Año       |
| ------------------ | ----- | --------- |
| Santiago Wanderers | Chile | 2012-2016 |
| Deportes Limache   | Chile | 2016-2018 |